# Chiridotea tuftsii
Chiridotea tuftsii är en kräftdjursart som först beskrevs av William Stimpson 1853.  Chiridotea tuftsii ingår i släktet Chiridotea och familjen Chaetiliidae. Inga underarter finns listade i Catalogue of Life.